# Gammaropsis pali
Gammaropsis pali är en kräftdjursart som beskrevs av J. L. Barnard 1970. Gammaropsis pali ingår i släktet Gammaropsis och familjen Isaeidae. Inga underarter finns listade i Catalogue of Life.